# Mancini (labdarúgó)
Faiolhe Amantino Mancini Alessandro (1980. augusztus 1. –) brazil labdarúgó. Hazájában, a Série B-ben érdekelt América Mineiro együttesének tagja.

## Pályafutása
Az Atletico Mineiro csapatában kezdett játszani az utánpótlás korosztályban. 18 évesen mint jobbhátvéd mutatkozott be a felnőttek között. Két év után kölcsönadták őt előbb a Portuguesa, majd a São Caetano csapatának. 2001-ben visszatért a Mineiroba, ahol remek szezont produkált, de már mint támadó szélső középpályás. 36 meccsen 16 gólt szerzett. Ez remek ajánlólevél volt ahhoz, hogy Franco Baldini az AS Roma csapatához csábítsa. Első szezonjában azonban még kölcsönadták őt az akkor frissen a B ligába kiesett Venezia-nak. Az AS Roma elsősorban a Milanhoz távozó Cafú pótlására szánta a brazil tehetséget. Fabio Capello 2005-ben szívesen magával vitte volna a Juventus-hoz, ám az üzletből végül semmi sem lett.
A válogatottban 1999-ben mutatkozott be és 2008-ig bezárólag 9-szer húzhatta magára a sárga nemzeti mezt.
Már 2007 nyarán hallani lehetett olyan pletykákat, mely szerint a következő szezonban az Interhez szerződik. 2008. július 15-én 16,5 millió euróért 4 évre az Interhez szerződött. A Románál összekülönbözött a klub legendájával, Francesco Tottival, így kapóra jött a milánóiak ajánlata. José Mourinhonál viszont nem tudott alapemberré válni. Bár első évében még csak-csak játszogatott, a 2010-es szezon második felében honfitársa, Leonardo invitálására a Milanba igazolt kölcsön. Igazából Ronaldinho „dublőre” volt a szerepköre.
A 2010/2011-es szezont ismét milánói kék-fekete felén kezdte, de Rafael Benítez alatt 2 meccsen 6 percet kapott. Benítezt távozásával Leonardo érkezett, aki nem tartott rá igényt, szerződését felbontották, és hazatért nevelőegyesületébe.

## Sikerei, díjai
Atlético Mineiro
- Mineiro bajnok: 1999, 2000, 2012

 Roma
- Olasz kupagyőztes: 2006-2007, 2007-2008
- Olasz szuperkupa-győztes: 2007

 Internazionale
- Serie A bajnok: 2008-2009
- Olasz szuperkupa-győztes: 2008

 Brazília
- Copa América győztes: 2004